# Songo
Songo är den rytm som utvecklades under 1970-talet av den kubanske slagverkaren Jose ”Chanquito” Quintana och basisten Juan Formel i gruppen Los Van Van. Songo representerar en mycket friare spelstil av de klassiska stilarna i 4/4-takt. Claven i songo är vanligen rumba-clave och/eller son-clave, beroende på låtens karaktär.